# تومبول
تومبول (به لاتین: Tumbul، به ارمنی: تامبات Տամբատ) یک منطقه مسکونی در جمهوری آذربایجان است که در شهرستان بابک واقع شده است. تومبول ۱۵۹۵ نفر جمعیت دارد.